# Álvaro Gomes da Rocha Azevedo
Álvaro Gomes da Rocha Azevedo (Campanha, 26 de enero de 1864 - São Paulo, 30 de octubre de 1942) fue un abogado y político brasileño. Fue el 4° alcalde de Sao Paulo entre 1919 y 1920, tras suceder en el cargo a Washington Luís quien había renunciado a ese cargo para ser candidato a la Presidencia de la República.
Cursó estudios de derecho en la facultad de derecho del Largo de São Francisco culminándolos en diciembre de 1888. Ejerció la abogacía en la villa de Mococa de la q ue fue intendente, juez municipal, de huérfanos y de derecho. También fue juez suplente en Jundiaí y juez de derecho en Caconde. En 1893 viajó a São Paulo y fue concejal en las legislaturas de 1905, 1908, 1914, 1917 y 1920 siendo presidente de la Cámara Municipal de São Paulo en las últimas de ellas.
Fue vicealcalde de Washington Luís y, luego de que este renunciara al cargo para ser candidato a la presidencia de la República, lo sucedió en el cargo siendo el 4° alcalde de São Paulo desde el 16 de agosto de 1919 hasta el 15 de enero de 1920 en el que entregó el cargo a su sucesor Firmiano de Morais Pinto del cual también fue Vicealcalde hasta mayo de 1920. 
Entre 1928 y 1930 fue presidente del Tribunal de Cuentas del Estado de São Paulo. Colaboró en la prensa con varios periódicos como "Revolução" y "Conspiração". Recibió los galardones en el grado de comendador de la Orden de Leopoldo de Bélgica y la Orden del Sol Naciente del Japón.